# Ardices notatum
Ardices notatum là một loài bướm đêm thuộc phân họ Arctiinae, họ Erebidae.